# (7616) Sadako
(7616) Sadako (1996 VF2) – planetoida z pasa głównego asteroid okrążająca Słońce w ciągu 5,2 lat w średniej odległości 3 j.a. Odkryta 6 listopada 1996 roku.